# Unité urbaine d'Andernos-les-Bains
L'unité urbaine d'Andernos-les-Bains est une agglomération française centrée sur la commune d'Andernos-les-Bains, en Gironde. Composée de 2 communes, elle comptait 18 144 habitants en 2013.

## Données globales
En 2010, selon l'Insee, l'unité urbaine de d'Andernos-les-Bains est composée de deux communes, toutes situées dans l'arrondissement d'Arcachon, subdivision administrative du département de la Gironde.
L'unité urbaine d'Andernos-les-Bains représente un pôle urbain de l'aire urbaine de Bordeaux.

## Délimitation de l'unité urbaine de 2010
Liste des communes appartenant à l'unité urbaine d'Andernos-les-Bains selon la nouvelle délimitation de 2010 et sa population municipale

| Nom                        | Code Insee | Statut | Superficie (km2) | Population (dernière pop. légale) | Densité (hab./km2) |
| -------------------------- | ---------- | ------ | ---------------- | --------------------------------- | ------------------ |
| Andernos-les-Bains (siège) | 33005      |        | 20,01            | 12 614 (2022)                     | 630                |
| Lanton                     | 33229      |        | 136,19           | 7 315 (2022)                      | 54                 |

## Évolution démographique
L'évolution démographique ci-dessous concerne l'unité urbaine d'Andernos-les-Bains délimitée selon le périmètre de 2010.
| 1968  | 1975  | 1982  | 1990   | 1999   | 2010   | 2013   | 2016   | 2018   |
| ----- | ----- | ----- | ------ | ------ | ------ | ------ | ------ | ------ |
| 6 243 | 6 787 | 8 506 | 10 910 | 14 216 | 17 323 | 18 144 | 18 598 | 19 194 |

| 2021   | 2022   | - | - | - | - | - | - | - |
| ------ | ------ | - | - | - | - | - | - | - |
| 19 748 | 19 929 | - | - | - | - | - | - | - |

### Articles externes
- Insee, Composition de l'unité urbaine (délimitation de 2010)
- Insee, Informations statistiques sur l'unité urbaine